# Pileotrichius podicalis
Pileotrichius podicalis är en skalbaggsart som beskrevs av Ernst Gustav Kraatz 1900. Pileotrichius podicalis ingår i släktet Pileotrichius och familjen Cetoniidae. Inga underarter finns listade i Catalogue of Life.